# Reviews of Modern Physics
Reviews of Modern Physics — науковий журнал Американського фізичного товариства, в якому публікуються оглядові статті з найважливіших питань сучасної фізики. Журнал видається з 1929 року.
Станом на 2009 журнал мав імпакт-фактор 33,145, найвищий серед журналів, які публікують тільки статті з фізики.